# Jugend UNO Netzwerk Schweiz
Das Jugend UNO Netzwerk Schweiz (JUNES) vereint als Schirmorganisation Schweizer Studierendenorganisationen und Schülerorganisationen, die sich mit der UNO auseinandersetzen.

## Allgemeines
Die Organisation wurde 2007 von der damaligen Bundesrätin Micheline Calmy-Rey, vereinigt JUNES heute zwölf Vereine aus drei Schweizer Sprachregionen. Die Mehrheit der Mitgliedsvereine sind Model United Nations Teams. Diese Vereine führen regelmässig Simulationen unterschiedlicher UNO-Konferenzen durch. Ausserdem organisieren sie vielfältige Anlässe zu Themen, die Zielsetzungen, Aufgaben und Probleme der UNO betreffend.

## Ziele
Ziele des Vereins sind
- die Zusammenarbeit und Koordination zwischen Schweizer Jugendorganisationen, die sich mit der UNO befassen, auf gemeinnütziger Basis zu fördern
- den Informations- und Wissensaustausch zwischen den Gruppen zu vereinfachen, um so Synergien möglichst effizient und sinnvoll zu nutzen
- den einzelnen Gruppen zu mehr Gewicht und Anerkennung gegenüber Dritten zu verhelfen, um den Zugang zu Sponsoren und Gastreferenten zu vereinfachen
- die junge Bevölkerung für UNO-Themen zu sensibilisieren
- eine Möglichkeit zu bieten, junge Leute zu UNO-relevanten Themen zu konsultieren, um ihre Meinung für Entscheide zu berücksichtigen

JUNES arbeitet eng mit den regionalen Jugendorganisationen zusammen und kann anderen Organisationen des In- oder Auslandes, die den gleichen oder ähnlichen Zweck verfolgen, beitreten.

## Projekte
Die Organisation koordiniert auf nationaler Ebene die Aktivitäten seiner Mitgliedsvereine und führt unterschiedliche Projekte durch. Jedes Jahr findet die nationale Model United Nations-Konferenz mit Teilnehmern aus der ganzen Schweiz statt, das JUNESMUN. An dieser Konferenz werden Verhandlungen verschiedener UNO-Gremien simuliert und aktuelle UNO-Themen diskutiert.
Ebenfalls jährlich findet das Intra-Swiss Forum on the United Nations (ISYFUN) statt mit einem Besuch des UNO-Areals in Genf sowie ein Workshop zu einem UNO-releventan Thema, ein MUN Workshop (ein Training im Bereich Rhetorik, Rules of Procedures oder ähnliches), eine Podiumsdiskussion und MiniMUN (Model United Nations Konferenz an Gymnasien).
Neben diesen jährlichen Projekten werden auch einmalige Projekte durchgeführt. Im Jahre 2011 fand eine Jugend-UNO-Generalversammlung im Bundeshaus statt, im Zusammenhang mit der Wahl von Joseph Deiss zum Präsidenten der Generalversammlung der Vereinten Nationen. Ein Media Workshop im selben Jahr für MUN-Teams aus ganz Europa hatte das Ziel, die Kommunikationsfähigkeit der Jugend-UNO-Vereine zu stärken und die Öffentlichkeit effektiver für UNO-Themen zu sensibilisieren. Im Jahre 2013 fand ein interkulturelles Studienprojekt zum Thema „soziale Verantwortung von Unternehmen“ (Corporate Social Responsibility) statt. Im Rahmen dieses Projektes wurden Veranstaltungen in der Schweiz sowie eine Studienreise nach Ghana in Zusammenarbeit mit UNYA Ghana durchgeführt.

## Zusammenarbeit
Die Organisation ist Mitglied des SAJV (Schweizer Arbeitsgemeinschaft der Jugendverbände) und von UNYANET (United Nations Youth Associations Network), ein europaweites Netzwerk von UNYAs. Ausserdem arbeitet JUNES mit dem Eidgenössischen Departement für auswärtige Angelegenheiten (EDA), der Gesellschaft Schweiz-UNO (GSUN), Junges UNO-Netzwerk Deutschland, der Schweizer Gesellschaft für Aussenpolitik (SGA) und der UNO Academia zusammen.

## Finanzierung
Die Organisation wird teilweise durch das Eidgenössische Departement für auswärtige Angelegenheiten finanziert. Mit dem EDA wurde vertraglich festgelegt, dass jährlich folgende Projekte durchgeführt werden: JUNESMUN, ISYFUN, ein MUN Workshop, ein UNO Workshop und eine Podiumsdiskussion.

## Mitgliedsvereine
Folgende Schweizer Vereine sind Mitglied:
- ETH MUN (ETH Zürich)[5]
- MUN Basel (Universität Basel)[6]
- MUNiLU (Universität Luzern)[7]
- MUN Bern (Universität Bern)[8]
- Mosaique (Universität Lausanne)[9]
- MUN Zürich (Universität Zürich)[10]
- GIMUN (Universität Genf)[11]
- AEFAP (Lycée-Collège de la Planta, Sion)
- FriMUN Team (Universität Fribourg)[12]
- EHL MUN (École hôtelière de Lausanne)[13]
- MUN Ticino (Università della Svizzera italiana)[14]
- youthrep (Schweizerische Arbeitsgemeinschaft der Jugendverbände)[15]

## Belege
1. ↑  https://esango.un.org/irene/?page=viewProfile&type=ngo&nr=616731&section=9
2. ↑  http://junes.org/about/junes/
3. ↑  https://www.blick.ch/news/schweiz/uno-jugendversammlung-deiss-nimmt-resolution-zu-wasser-entgegen-id1414984.html
4. ↑  https://www.asso-unil.ch/mosaique/junes/isyfun/
5. ↑  ETH Model United Nations – Modelling at its Best. Abgerufen am 19. Dezember 2019 (amerikanisches Englisch).
6. ↑  https://www.munbasel.ch/
7. ↑  Home. Abgerufen am 19. Dezember 2019.
8. ↑  MUN Bern. Abgerufen am 19. Dezember 2019.
9. ↑  https://www.asso-unil.ch/mosaique/junes/junes-mun/
10. ↑  Archivierte Kopie (Memento des Originals vom 28. Februar 2019 im Internet Archive)  Info: Der Archivlink wurde automatisch eingesetzt und noch nicht geprüft. Bitte prüfe Original- und Archivlink gemäß Anleitung und entferne dann diesen Hinweis.
11. ↑  http://gimun.org/?page_id=433
12. ↑  http://student.unifr.ch/frimun/frimun-home/about
13. ↑  admin: Homepage. In: SIHMUN. Archiviert vom Original (nicht mehr online verfügbar) am 19. Dezember 2019; abgerufen am 19. Dezember 2019 (amerikanisches Englisch).  Info: Der Archivlink wurde automatisch eingesetzt und noch nicht geprüft. Bitte prüfe Original- und Archivlink gemäß Anleitung und entferne dann diesen Hinweis.
14. ↑  Model United Nations - Ticino. Abgerufen am 19. Dezember 2019.
15. ↑  http://www.sajv.ch/projekte/youth-rep/